# Helleriella
Helleriella – rodzaj roślin z rodziny storczykowatych (Orchidaceae). Obejmuje 2 gatunki występujące w Ameryce Środkowej w Salwadorze, Gwatemali, Meksyku, Nikaragui, Panamie.

## Systematyka
Rodzaj sklasyfikowany do podplemienia Ponerinae w plemieniu Epidendreae, podrodzina epidendronowe (Epidendroideae), rodzina storczykowate (Orchidaceae), rząd szparagowce (Asparagales) w obrębie roślin jednoliściennych.
Wykaz gatunków
- Helleriella guerrerensis Dressler & Hágsater
- Helleriella nicaraguensis A.D.Hawkes